# Siège d'Uxellodunum
Guerre des Gaules
Batailles
- Magetobriga (60)
- Arar (58)
- Cavillonum (58)
- Bibracte (58)
- Ochsenfeld (58)
- L'Aisne (57)
- Le Sabis (57)
- Octodure (57)
- Morbihan (navale) (56)
- Vernix (56)
- Expéditions en Bretagne (55 et 54)
- Aduatuca (54)
- Avaricum (52)
- Gergovie (52)
- Lutèce (52)
- Alésia (52)
- Uxellodunum (51)

Le siège d'Uxellodunum est l'une des dernières batailles de la guerre des Gaules. Elle a eu lieu en 51 av. J.-C., autour de l'oppidum d'Uxellodunum (Puy d'Issolud). Ce fut le dernier affrontement militaire majeur de la guerre des Gaules, elle parachève notamment l'action de César dans la région, qui profite de sa victoire pour épargner la vie des vaincus tout en leur coupant les mains, afin que tous sachent ce qu'il en coûtait de contester son autorité. La bataille constitue le point final de la pacification de la Gaule et son passage définitif sous domination romaine. La bataille aboutit à une victoire romaine, après plusieurs semaines d'affrontement autour de la ville et d'importants travaux de castramétation. 

## Localisation du site
L'identification du site d'Uxellodunum est aujourd'hui bien établie au sein des spécialistes. Les travaux archéologiques menés au Puy d'Issolud par les fouilleurs de Napoléon III, puis par les archéologues du début du XXe s. et enfin par Jean-Pierre Girault, en particulier à la Fontaine de Loulié, ont permis de retrouver les traces du siège mené par l'armée de César, et notamment de ses nombreux travaux de terrassement en galeries destinés à encercler le point d'eau des assiégés. 
Les niveaux archéologiques explorés dès l'époque des fouilles de Napoléon III renvoie aux années de la Guerre des Gaules, La Tène D2 (autour de 50 av. J.-C.) dans la chronologie archéologique moderne. Cette datation est permise par les nombreux fragments de céramique gauloise et par les amphores importées de type Dressel I. Ces fragments proviennent des niveaux de combat, situés dans les pentes du Puy, explorés au début du XXe s. et à l'aube du XXIe s. Dans ces couches archéologiques, ce sont plus d'une centaine de traits d'armes de siège romaines (fers de catapulte), plus de 1200 pointes de flèches romaines, ainsi que de nombreux pilum, javelots, et munitions de fronde qui furent découverts, permettant de constituer un ensemble archéologique caractéristique de la prise de ville, homologue aux vestiges de travaux de siège découverts à Alésia, Bibracte, ou Gergovie. En outre, les fouilles anciennes comme récentes ont permis de mettre au jour plusieurs galeries artificielles, étayées par des poutres de chêne, mises en place par l'armée romaine lors des combats visant à prendre le contrôle de la source d'eau qui permettait aux assiégés de tenir.
Au côté des militaria permettant de situer l'armée romaine dans les lieux autour du milieu du Ier s. av. J.-C., le faciès numismatique des niveaux correspondant aux armes est lui aussi univoque : il comporte plusieurs monnaies du chef cadurque Luctérios (portant la légende LVXTIIPIOS), qui participe à la bataille, ainsi que des monnaies sénones (le peuple à la tête duquel se trouve alors Drappès, l'autre général gaulois impliqué). D'autres monnaies émises par des chefs gaulois antérieurs ou contemporains se trouvent aussi présentes : plusieurs monnaies au nom de Sedullus, chef lemovice tué à Alésia, des monnaies des Bituriges Cubes, notamment plusieurs exemplaires similaires à ceux trouvés à Alésia, ainsi que de nombreux exemplaires de monnaies cadurques et arvernes des années 120 - 50 av. J.-C.
L'identification moderne grâce aux découvertes archéologiques s'accorde enfin à l'étude du toponyme du site, -Issolud : le mot est probablement un dérivé du nom latinisé de l'oppidum, Uxellodunum, qu'on pense issu du terme gaulois d'« Uxello » ou « Uxo », signifiant « élevé » ou « noble »,, augmenté du suffixe dun / dunum, renvoyant à la notion d'« enceinte fortifiée », comme dans les noms de Lyon ou d'Autun, Lugdunum et Augustodunum.

## Contexte de l'affrontement: l'ultime révolte après Alésia
Un an après la reddition de Vercingétorix à Alésia, César et ses principaux lieutenants s'affairent à pacifier les dernières poches de résistances qui subsistent de part et d'autre de la région. Dans le sud-ouest, deux chefs gaulois, Lucterios et Drappès, suivis de quelques milliers d'hommes et poursuivis par le légat Caius Caninius Rebilus, se réfugièrent dans cette place forte au cœur du territoire des Cadurques, peuple dont Lucterios était originaire. 

## Documentation littéraire sur la bataille
La description du siège se trouve dans le huitième livre des Commentaires sur la guerre des Gaules, livre que l'on attribue assez généralement à Aulus Hirtius qui aurait rédigé ce complément à l'ouvrage césarien entre 44 et 43 av. J.-C. Cette attribution est toutefois contestée par certains savants. Quel que soit l'auteur, il est admis qu'il a assisté à tout ou partie de la bataille (dès l'arrivée des lieutenants césariens, ou dans un second temps, quand César arrive), supposément à partir d'un point élevé où se trouvait une partie de l'armée romaine. Un bref passage des Stratagèmes de Frontin fait allusion au siège d'Uxellodunum et en particulier au détournement de la source. Au Ve siècle, Orose raconte le siège d'Uxellodunum dans ses Histoires. Il se contente en fait de paraphraser, plus ou moins exactement, le texte de César, qu'il attribue par ailleurs, par erreur, à Suétone.

## Déroulement du siège

### Préparatifs
Lucterios, le chef des Cadurques et Drappès, le chef des Sénons, décident de stationner leurs troupes sur les hauteurs d'Uxellodunum, pour rester en sécurité dans les fortifications, se sachant poursuivis par Caninius Rebilus. 
L'occupation de l'oppidum demeure mal connue, puisqu'aucune exploration systématique n'a été entreprise sur son plateau sommital, permettant de livrer une trame d'habitations ou un système de fortifications (la trame de fortification restituée au XIXe s. n'est plus aujourd'hui jugée comme crédible). Le texte césarien suggère d'ailleurs que le site était suffisamment défendu par lui-même, en raison de l'escarpement de ses pentes et des roches accidentées qui en composaient les pourtours. La description césarienne du siège suggère en outre que les pentes étaient inexpugnables, impossibles à prendre d'assaut ou à escalader, et que la place avait emmagasiné un grand nombre d'armes et d'équipement défensif pour faire face à une attaque d'ampleur. Cette grande quantité de matériel est d'ailleurs, selon l'auteur du Livre VIII de la Guerre des Gaules, un atout pour les Romains, empêchant les assiégés de pouvoir fuir discrètement dans la nuit. 
Le légat chargé d'Uxellodunum, Caninius Rebilus, à la tête de deux légions qui étaient probablement désireuses de commencer la bataille pour imiter ce qui avait été réalisé à Alésia, divise alors ses légions en trois camps, largement espacés, dans les zones en surplomb autour de l'oppidum, afin de conserver un contrôle visuel et logistique sur les routes qui menaient à la place.

### Réaction des assiégés et premiers affrontements
Les Gaulois piégés à l'intérieur de l'oppidum, ayant pour certains connu la rudesse de la famine du désastreux siège d'Alésia (où Lucterios avait été présent), entreprennent alors de sortir pour se procurer de la nourriture et des provisions. Escaladant les remparts, Lucterios et Drappès laissent en sécurité une garnison d'environ 2 000 hommes à l'intérieur d'Uxellodunum, en prenant le reste de leur force (quelques milliers d'hommes) pour se ravitailler. En plusieurs jours, ils réussissent à rassembler une grande quantité de vivres dans le pays cadurque environnant, en s'attelant à attaquer régulièrement les positions fortifiées romaines pour couvrir leur sortie. 
Luctérios et Drappès stationnent alors à une quinzaine de kilomètres de l'oppidum assiégé, et entament, de nuit, une marche pour regagner la place. Ils sont cependant repérés par les sentinelles romaines, en raison du grand bruit que fait le train de chariots qu'ils convoient.
Caninius Rebilus, apprenant la tentative, déploie alors une partie de ses forces contre le convoi, et le disperse en faisant de nombreuses victimes et captifs. Dans la lutte, Lucterios prend la fuite sans informer son collègue Drappès, et aucun de ses hommes n'échappe aux Romains pour le prévenir. Caninius Rebilus, à la tête d'une légion (l'autre étant alors divisée et répartie dans les trois camps établis précédemment), apprenant de ses prisonniers que Drappès a établi son camp à quelques centaines de mètres de là et découvrant qu'il ignore le sort de Luctérios, fond sur ce dernier et détruit l'essentiel de ses forces. Dans l'affrontement, Drappès est capturé. 
Revenant à ses positions d'encerclement, Caninius Rebilus fait alors intensifier les travaux de siège autour de la place-forte, afin de l'encercler complètement. Il est alors rejoint par un autre lieutenant de César, Caius Fabius, ayant fait route depuis le pays des Sénons à la tête de 25 cohortes sorties triomphantes d'une bataille près de la Loire. Avec ces renforts, les forces romaines s'élèvent alors à un peu plus de quatre légions, assez pour réaliser des travaux de siège et encercler complètement la place en quelques semaines.

### Arrivée de Jules César
César apprend, pendant ce temps, que Caninius Rebilus fait face à la révolte des Cadurques et des Sénons. Il stationne alors dans le territoire des Bellovaques, en chez les Belgae. Il laisse dans la région quinze cohortes, fait obtenir de nombreux peuples des otages pour garantir leur calme, et se met en route pour châtier en personne la rébellion se tenant en pays cadurque, afin de briser toutes velléités de rébellion ultérieures après le terme de son mandat de proconsul des Gaules. Traversant à une vitesse éclair la région, à la tête de sa cavalerie, et suivi plus loin par deux légions à pied, il arrive par surprise à Uxellodunum.
La place est alors totalement encerclée par les lignes établies par Rebilus. Mais, face à l'aspect inexpugnable des murailles naturelles de la place et face aux réserves importantes des assiégés, César décide de ne pas mener d'assaut frontal pour ne pas risquer ses légionnaires. Il entreprend alors de couper les assiégés de leur approvisionnement en eau. 

### L'attaque des points d'eau et l'attrition par la soif
Le site est alors bordé de toutes parts par des vallées où sillonnent des cours d'eau, mais ces derniers sont impossibles à détourner ou à canaliser pour en interdire l'accès aux défenseurs. Il décide alors de disposer un important contingent d'archers et d'engins de trait pour causer le plus de pertes possibles aux Gaulois sortant de la place pour aller recueillir de l'eau. Dans un second temps, il entreprend de condamner l'accès à une source jaillissant au pied de l'oppidum par un travail de terrassement progressif. Il enjoint alors ses ingénieurs et soldats à construire un ensemble de galeries et de talus, ainsi qu'un important monticule de près de 20 mètres de haut, surmonté par une tour de bois d'une hauteur de dix hommes. Le but de cette opération est de bénéficier d'un point de surplomb sur la source afin de menacer directement tout assiégé cherchant à s'y approvisionner. En parallèle, il fait réaliser des galeries pour se rapprocher, par le sous-sol, de la source, afin d'y faire une éventuelle sortie.

### Le combat autour de la source
Les assiégés réagissent en tentant d'incendier l'ensemble de l'édifice de siège romain: ils remplissent des tonneaux de suif, de poix et de bois sec, auxquels ils mettent le feu et qu'ils font rouler sur les structures terrassées des Romains. Ils joignent à cet effort un assaut en armes pour empêcher les légionnaires de César d'éteindre le feu. Ce stratagème permet aux assiégés de déclencher un important incendie dans les structures mises en place par les Romains, majoritairement en bois. Afin de se dégager de cette tenaille par le feu et les armes, César déclenche alors une attaque factice de l'oppidum. De toutes parts, les cohortes se déploient pour tenter d'escalader les falaises. Ce mouvement pousse les assiégés, sortis pour protéger la source, à rentrer de nouveau dans la place, permettant aux hommes de César d'éteindre le feu. Peu de temps après, les travaux de sape de l'armée romaine portent leurs fruits: la source se tarit, et les assiégés, contraints par la soif, se rendent.

## Conséquences et représailles
César reçut la reddition de la place. Pour mettre en avant sa réputation d'homme clément et plein de mansuétude, il traita avec les vaincus et leur laissa la vie sauve. En revanche, il décida de punir les captifs en leur tranchant les mains : cet acte impitoyable avait pour but, en gardant visible le châtiment infligé, de décourager les Gaulois de se rebeller à nouveau un jour. Drappès, captif, s'abstint de manger pendant plusieurs jours et périt. Dans le même temps, Luctérios fut pris par Epasnactos, qui le livra prisonnier à César.

### Sources anciennes
- The Complete Works of Gaius Julius Caesar in Latin, Italian and English
- Aulus Hirtius, De bello Gallico 8, 32–44

### Sources modernes
- Armand Viré, « Les oppida du Quercy et le siège d'Uxellodunum (51 av. J. C.) », dans Bulletin de la Société des études littéraires, scientifiques et artistiques du Lot, tome 57, janvier-mars 1936, p. 104-127, tome 57, avril-juin 1936, p. 236-251, tome 57, juillet-septembre 1936, p. 412-427, tome 57, octobre-décembre 1936, p. 552-570
- Labrousse, M. (1976). online "Uxellodunum (Saint-Denis-lès-Martel and Vayrac) Lot, France". The Princeton Encyclopedia of Classical Sites. Princeton: Princeton University Press
- Éloi Itard, André Noché et Fernand Réveille,Le siège d'Uxellodunum par César d'après les textes et sur le terrain: l'oppidum perdu a-t-il été retrouvé ?, Édition Printex, mai 1993, 573 p.
- Jean-Pierre Girault, « Recherches à la Fontaine de Loulié (Saint-Denis-les-Martel, Lot). Nouveaux éléments sur la bataille d’Uxellodunum », dans Aquitania, Suppl. 14/1 : Les âges du fer dans le sud-ouest de la France (actes du colloque 20-23 mai 2004), 2007
- Jean-Pierre Girault, « La querelle d'Uxellodunum », p. 50-51, « Vayrac - Le Puy-d'Issolud », p. 224-238, dans Anne Filippini, Carte archéologique de la Gaule: le Lot, 46, éditions de la Maison des Sciences de l'Homme, 2e édition, Paris, 2011  (ISBN 978-2877542531) ; 263p.
- Jean-Pierre Girault, La Fontaine de Loulié au Puy d’Issolud : le dossier archéologique du siège d’Uxellodunum, Glux-en-Glenne, Bibracte Centre archéologique européen, coll. « Bibracte » (no 23), 2013, 176 p. (ISBN 978-2-909668-77-2)